# Província Ocidental (Quénia)

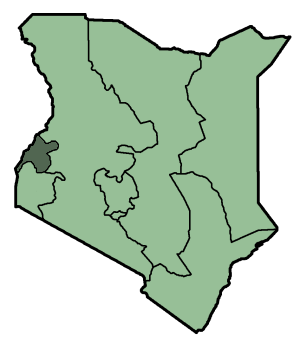
Localização da Província Ocidental no Quénia

A Província Ocidental (Mkoa wa Magharibi, em kiswahili) é uma província do Quénia. Sua capital é Kakamega.

## Administração
A Província Ocidental está dividida em oito distritos (wilaya):
| Distrito      | Capital    |
| ------------- | ---------- |
| Bungoma       | Bungoma    |
| Busia         | Busia      |
| Butere/Mumias | Butere     |
| Kakamega      | Kakamega   |
| Lugari        | Lugari     |
| Monte Elgon   | Kapsokwony |
| Teso          | Malaba     |
| Vihiga        | Vihiga     |